# Ангвила (Мисисипи)
Ангвила (енгл. Anguilla) град је у америчкој савезној држави Мисисипи.

## Демографија
По попису из 2010. године број становника је 726, што је 181 (-20,0%) становника мање него 2000. године.
| Група             | 2000.       | 2010.       |
| Белци             | 200 (22,1%) | 154 (21,2%) |
| Афроамериканци    | 698 (77,0%) | 565 (77,8%) |
| Азијати           | 6 (0,7%)    | 1 (0,1%)    |
| Хиспаноамериканци | 1 (0,1%)    | 0 (0,0%)    |
| Укупно            | 907         | 726         |